# 脈衝 (DC漫畫)
脈衝（英語：Impulse）是美國出版的DC漫畫中三名超級英雄共享的身份。

## 出版歷史
肯特·莎士比亞是第一位使用「脈衝」為稱號的超級英雄，他首次亮相《少年超人隊》4＃12（1990年10月）。巴特·艾倫是第二位被稱為「脈衝」的DC漫畫超級英雄，他在《閃電俠》vol。 2＃92（1994年6月）。艾莉絲·威斯特II是第三位使用「脈衝」的超級英雄，她在《閃電俠》vol.2＃225（2005年10月）首次亮相。

## 人物

### 肯特·莎士比亞
肯特·莎士比亞（Kent Shakespeare）被發現在《Legion of Super-Heroes》vol. 4 #53閃回序列中使用了此稱號。

### 巴特·艾倫
巴特·艾倫（Bart Allen）患有過度加速的新陳代謝問題，所以衰老速度比任何人都快，他的身體年齡只有12歲，精神上只有兩歲。為了防止他患上心理健康問題，他在虛擬現實機器中長大，創造了一個與自己時間步調同步的模擬世界。當這種方法沒有幫助時，他的祖母艾莉絲·艾倫帶著他回到了現在，閃電俠Wally West欺騙了巴特參加世界各地的比賽。迫使巴特進入一個極端的速度爆發，沃利成功地使他的新陳代謝恢復正常。因為他的童年大部分時間都是在一個模擬世界度過的，所以巴特沒有危險的概念。事實證明，他比Wally更麻煩，而且他被盯上退休的超級英雄Max Mercury，後者將巴特搬到了曼徹斯特。 在《Impulse》＃50中，據蝙蝠俠透露將巴特稱為“脈衝”是一種警告，而非恭維。

### 艾莉絲·威斯特II
艾莉絲·威斯特二世（Iris West II）發現她和她的兄弟正在分享神速力，所以決定結束這種共生關係，將所有的力量帶入自己。 潔西·錢伯斯在已故強尼·快客的指導下，使用“速度公式”來拯救Iris的生命。 Iris擁有她的新角色，選擇使用脈衝的稱號，在Bart加入少年泰坦之前使用了閃電小子。。

### 腳註
1. ↑  《少年超人隊》 (vol. 2) Annual #3 (1984)
2. ↑  《少年超人隊》 (vol. 4) #53 (January 1994)
3. ↑  《閃電俠》 (vol. 2) #92 (July 1994)
4. ↑  《Flash: Rebirth》 #5 (January 2010)

### 外部連結
- 漫画书数据库：Impulse (Kent Shakespeare)
- 漫画书数据库：Impulse (Bart Allen)
- 漫画书数据库：Impulse (Iris West)
- 漫画书数据库：Impulse
- 中的“Impulse”